# Hawkeye (seriál, 2021)
Hawkeye je americký televizní seriál, natočený na motivy stejnojmenné postavy z komiksů vydavatelství Marvel Comics. Autorem seriálu, který je součástí franšízy a fikčního světa Marvel Cinematic Universe, je Jonathan Igla. Objednání pořadu oznámily společnosti The Walt Disney Company a Marvel Studios v červenci 2019. Natáčení bylo zahájeno v listopadu 2020. Seriál byl uveden na streamovací službě Disney+, s premiérou úvodních dvou dílů 24. listopadu 2021 a celkově se jedná o šestidílný seriál.

## Obsazení
- Jeremy Renner (český dabing: Pavel Tesař) jako Clint Barton / Hawkeye
- Hailee Steinfeldová (český dabing: Sabina Rojková) jako Kate Bishop / Hawkeye
- Vera Farmigová (český dabing: Vanda Hybnerová) jako Eleanor Bishop
- Florence Pughová (český dabing: Nikola Votočková) jako Jelena Bělova / Black Widow
- Fra Fee (český dabing: Marek Lambora) jako Kazi
- Tony Dalton (český dabing: David Švehlík) jako Jack Duquesne
- Alaqua Coxová jako Maya Lopez / Echo
- Zahn McClarnon (český dabing: Luděk Čtvrtlík) jako William Lopez
- Vincent D'Onofrio (český dabing: Milan Bahúl) jako Wilson Fisk / Kingpin[5]

## Seznam dílů
| Č. v seriálu | Původní název          | Český název            | Režie         | Scénář                        | Premiéra v USA     |
| ------------ | ---------------------- | ---------------------- | ------------- | ----------------------------- | ------------------ |
| 1            | Never Meet Your Heroes | Hrdinům se vyhýbej     | Rhys Thomas   | Jonathan Igla                 | 24. listopadu 2021 |
| 2            | Hide and Seek          | Na schovku             | Rhys Thomas   | Elisa Climentová              | 24. listopadu 2021 |
| 3            | Echoes                 | Ozvěny                 | Bert & Bertie | Katie Mathewson a Tanner Bean | 1. prosince 2021   |
| 4            | Partners, Am I Right?  | Parťáci, nemám pravdu? | Bert & Bertie | Heather Quinn a Erin Cancino  | 8. prosince 2021   |
| 5            | Ronin                  | Ronin                  | Bert & Bertie | Jenna Noel Frazier            | 15. prosince 2021  |
| 6            | So This Is Christmas?  | Tohle mají být Vánoce? | Rhys Thomas   | Jonathan Igla a Elisa Climent | 22. prosince 2021  |